# Стрелец А
Стрелец А e свръхплътна черна дупка в центъра на Млечния път. Двуседмично наблюдение през оптичното око на рентгеновата обсерватория „Чандра“ разкрива впечатляваща експлозия произтичаща в нея. От двете страни на черната дупка се появяват огромни издутини от газ с температура 20 000 000 градуса по Целзий, които се разширяват на десетки светлинни години. Това наблюдение показва, че през последните 10 000 години е имало няколко огромни експлозии. Доказателството е че Стрелец А се е хранил преди 300 години.